# Liste der Stolpersteine in Duisburg
Die Liste der Stolpersteine in Duisburg enthält alle Stolpersteine, die im Rahmen des gleichnamigen Projekts von Gunter Demnig in Duisburg verlegt wurden. Mit ihnen soll an Opfer des Nationalsozialismus erinnert werden, die in Duisburg lebten und wirkten. Es ist bekannt, dass etwa 1300 Juden zur Zeit des Nationalsozialismus in Duisburg lebten.

## Liste
Die Liste der Stolpersteine in Duisburg wird wegen ihrer Größe in die einzelnen Stadtteile aufgeteilt.

## Stolpersteine nach Stadtbezirken
- Liste der Stolpersteine in Duisburg-Hamborn
- Liste der Stolpersteine in Duisburg-Homberg/Ruhrort/Baerl
- Liste der Stolpersteine in Duisburg-Meiderich/Beeck
- Liste der Stolpersteine in Duisburg-Mitte
- Liste der Stolpersteine in Duisburg-Rheinhausen
- Liste der Stolpersteine in Duisburg-Süd
- Liste der Stolpersteine in Duisburg-Walsum